# 지평선 문제

지구에서 우주 마이크로파 배경을 관측하면, 관측 가능한 우주의 크기인 460억 광년 떨어진 곳부터 오는데, 이 빛이 방출된 시점(우주 탄생 약 30만 년 후)에 빛이 도달할 수 있었던 거리는 그림의 작은 원까지밖에 되지 않는다. 그림에 있는 두 지점은 서로 인과관계의 구가 닿지 않기 때문에, 서로와 접촉할 수 없다.

지평선 문제(horizon problem) 또는 균질성 문제(homogeneity problem)는 대폭발 이론 내 물리 우주론의 미세 조정에 대한 문제로, 초기 상태가 균일할 이유가 없는 상황에서 인과관계가 없는 지역 간에 균질성이 관측된다는 문제이다. 지평선 문제는 1956년 볼프강 린틀러가 처음 제의하였다.
지평선 문제는 보통 급팽창 이론으로 설명하며, 가변광속 이론이나 순환 모형도 해결책으로서 제안되어 있다.

## 배경

### 천문학적 거리 및 입자 지평선
밤하늘에서 관측할 수 있는 천체까지의 거리는 과거의 시간과 대응한다. 보통 천문학에서 거리를 표현할 때는 빛이 1년 동안 갈 수 있는 거리인 광년을 사용하는데, 예를 들어 100억 광년 떨어진 은하는 빛이 지구까지 오기에 100억 년이 걸리기 때문에, 지구에서 보기에 100억 년 전의 모습이 보인다. 만약 양쪽으로 100억 광년 떨어진 은하를 바라볼 경우, 두 은하 사이의 거리는 200억 광년이 된다. 우주의 나이는 아직 138억 년밖에 되지 않았기 때문에, 이 두 은하는 서로를 관측할 수 없다. 이와 같은 원리로 우주에서는 지구에서 볼 수 있지만, 입자 지평선 바깥에 있기 때문에 서로는 볼 수 없는 지역이 존재한다.

### 인과 정보의 전파
상대성이론에 근거한 이론에 따르면, 어떠한 정보도 빛의 속력 이상의 빠르기로 전파될 수 없다. 여기서 '정보'는 '모든 형태의 물리적 상호작용'을 가리키는데, 예를 들어 열이 따듯한 물체에서 차가운 물체로 흐를 때, 이 또한 물리적 정보 교환이 일어나는 경우이다. 위의 예시를 보면, 두 은하는 어떠한 정보를 교환하지 않아 인과적 접촉이 일어나지 않았기 때문에, 이 두 은하의 물리적 성질이 서로 다를 것이라고 예상할 수 있다. 더 넓은 범위에서 보면, 우주를 관측할 때 물리적 성질이 다른 지역이 여럿 존재해야 한다.

### 지평선 문제
이러한 예상과 달리, 우주 마이크로파 배경과 은하 관측 결과는 우주가 거의 완벽한 등방성을 띄며, 코페르니쿠스 원리에 따르면, 균질성 또한 띈다. 우주 마이크로파 배경 관측 결과, 마이크로파 배경의 어느 지역이라도 평균 온도 {\displaystyle T}에 대한 온도 차이량 {\displaystyle \Delta T} 간의 비율인 {\displaystyle \Delta T/T\approx 10^{-5},}으로, 관측 가능한 우주 전체가 열평형을 이룰 정도로 오랫동안 인과적으로 연결되어 있어야 한다는 결론이 나온다.
대폭발 이론에 따르면, 우주팽창에 따라 우주의 밀도가 감소하여, 광자가 전자-양성자 플라스마에서 분리되어 자유롭게 돌아다니기 시작하였는데, 이 시기를 재결합 시기라고 부르며, 당시 방출된 빛은 우주 마이크로파 배경으로서 나타난다. 관측 가능한 모든 천체는 우주 마이크로파 배경보다 적색편이가 낮아 '배경'처럼 보인다는 점에서, 이 시기에 우주가 투명해진 것으로 보고 있다. 우주 마이크로파 배경은 지구에서 보기에 표면처럼 나타난다는 점에서, '마지막 산란이 일어난 표면'을 나타낸다.

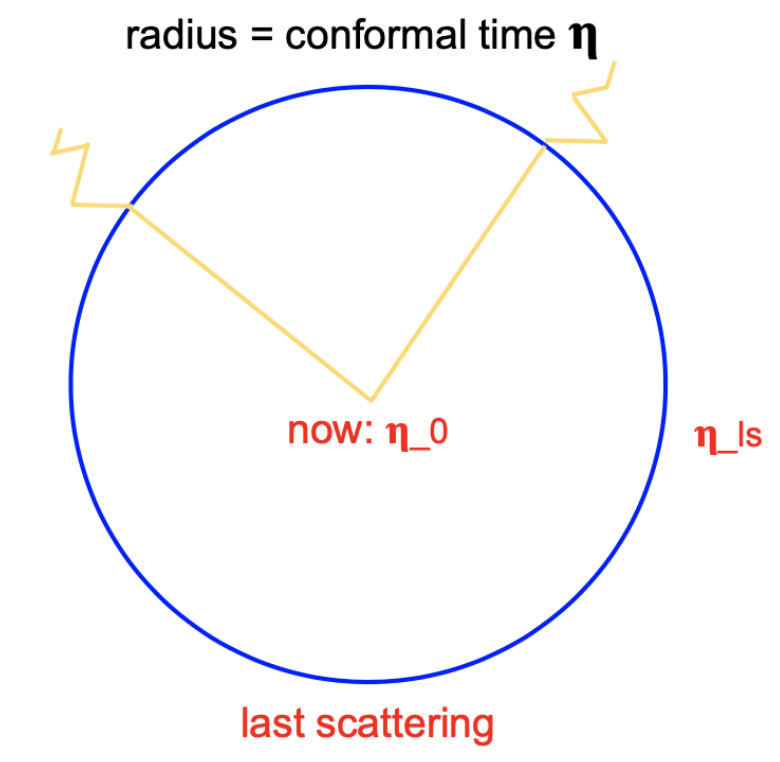
이 그림에서 파란색 원은 마지막 산란 표면인 우주 마이크로파 배경이며, 노란색 선은 재결합 시기 이전과 이후 광자가 움직인 경로를 표현한 것이다. 관측자는 원 한가운데인 현재에 위치한다.

마지막 산란 또는 재결합은 대폭발 약 30만 년 후(적색편이 {\displaystyle z_{rec}\approx 1100})에 일어난 것으로 추정하고 있으며, 이 시기 우주의 각지름과 입자 지평선의 물리적 크기를 추정할 수 있다.
각지름 거리는 적색편이 {\displaystyle z}에 대해 {\displaystyle d_{A}(z)=r(z)/(1+z)}로 표현할 수 있다. 우주가 편평하다고 가정할 경우, 다음 식이 성립한다.
{\displaystyle r(z)=\int _{t_{em}}^{t_{0}}{\frac {dt}{a(t)}}=\int _{a_{em}}^{1}{\frac {da}{a^{2}H(a)}}=\int _{0}^{z}{\frac {dz}{H(z)}}.}
재결합은 우주를 물질이 지배하던 시기 발생하였으므로, {\displaystyle H(z)}의 값을 {\displaystyle H^{2}(z)\approx \Omega _{m}H_{0}^{2}(1+z)^{3}}로 어림할 수 있다. 이를 대입하면, {\displaystyle z_{rec}\approx 1100}일 때의 관측 가능한 우주의 각지름 거리는 다음과 같다.
{\displaystyle r(z)=\int _{0}^{z}{\frac {dz}{H(z)}}={\frac {1}{{\sqrt {\Omega _{m}}}H_{0}}}\int _{0}^{z}{\frac {dz}{(1+z)^{3/2}}}={\frac {2}{{\sqrt {\Omega _{m}}}H_{0}}}\left(1-{\frac {1}{\sqrt {1+z}}}\right).}
{\displaystyle z\gg 1}이기 때문에, 위 식을 다음 모양으로 어림할 수 있다.
{\displaystyle r(z)\approx {\frac {2}{{\sqrt {\Omega _{m}}}H_{0}}}.}
이 식을 각지름 거리의 정의에 대입하면 다음이 나온다.
{\displaystyle d_{A}(z)\approx {\frac {2}{{\sqrt {\Omega _{m}}}H_{0}}}{\frac {1}{1+z}}.}
이 공식을 통해, 우주 마이크로파 배경의 각지름 거리는 약 {\displaystyle d_{A}(1100)\approx 14\ \mathrm {Mpc} }임을 알 수 있다.
입자 지평선은 우주의 나이만큼의 시간 동안 광자가 이동할 수 있는 최대 거리를 뜻한다. 재결합 당시 우주의 공변 거리는 위에서 정의한 {\displaystyle r(z)}를 통해 구할 수 있다.
{\displaystyle d_{\text{hor,rec}}(z)=\int _{0}^{t(z)}{\frac {dt}{a(t)}}=\int _{z}^{\infty }{\frac {dz}{H(z)}}\approx {\frac {2}{{\sqrt {\Omega _{m}}}H_{0}}}\left[{\frac {1}{\sqrt {1+z}}}\right]_{z}^{\infty }\approx {\frac {2}{{\sqrt {\Omega _{m}}}H_{0}}}{\frac {1}{\sqrt {1+z}}}}

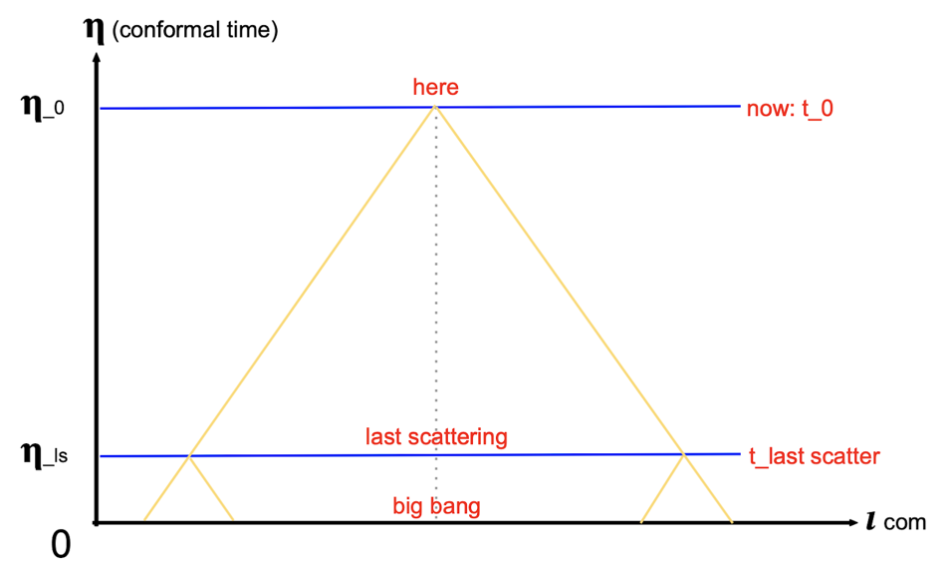
이 시공간 도표에서는 재결합 시 어느 정도 떨어져 있던 광자 2개의 광추가 서로 겹치지 않아, 인과적으로 분리되어 있다는 것을 보여준다. 가로축은 공변 거리, 세로축은 등각 시간이며, 편의를 위해 광속은 1로 정의되어 있다.

여기서 입자 지평선의 물리적 크기 {\displaystyle D}는 다음을 통해 구할 수 있다.
{\displaystyle D(z)=a(z)d_{\text{hor,rec}}={\frac {d_{\text{hor,rec}}(z)}{1+z}}}
{\displaystyle D(1100)\approx 0.03~{\text{radians}}\approx 2^{\circ }}
이 결과에 따르면, 우주 마이크로파 배경에서 2° 이내의 지역에서는 인과적으로 접촉해 있지만, 2°가 넘어가면 정보 교환이 없어야 함을 알 수 있다. 하지만 밤하늘을 실제로 관측하면 우주 마이크로파 배경의 온도는 위치에 상관 없이 거의 균일한데, 이 불일치를 지평선 문제라고 부른다. 만약 우주가 만들어졌을 때 지역에 따라 온도가 약간이라도 달랐다면, 재결합 시기까지 열평형을 이루게끔 하는 기작이 있지 않은 한, 온도가 같지 않아야 하지만, 실제 우주 마이크로파 배경의 온도는 2.726 ± 0.001 K로 매우 균일하다.

## 급팽창 이론

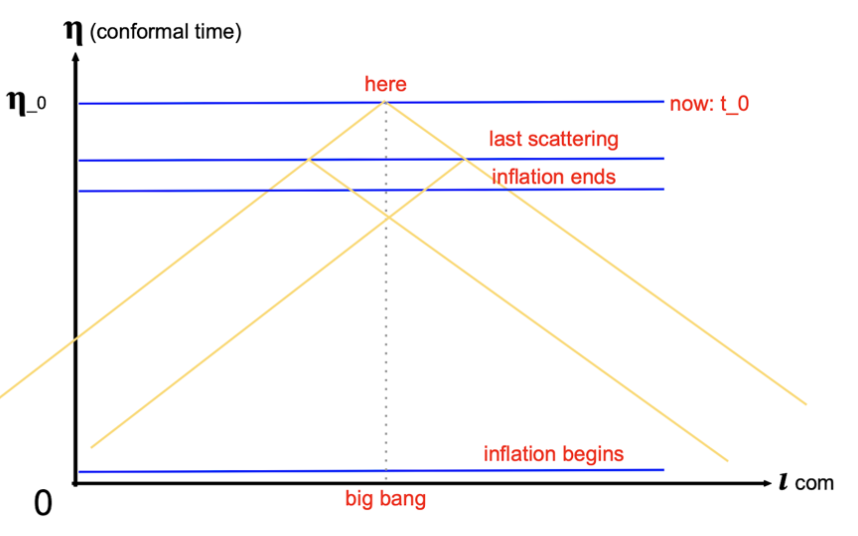
이 시공간 도표에서는 급팽창을 통해 재결합 시 어느 정도 떨어져 있던 광자 2개의 광추가 서로 겹칠 수 있게 해 준다는 것을 보여주고 있다. 급팽창의 경우 두 광자는 인과적 접촉 상태에 있으며 서로 정보를 주고받을 수 있다. 가로축은 공변 거리, 세로축은 등각 시간이며, 편의를 위해 광속은 1로 정의되어 있다.

급팽창 이론에서는 우주가 생겨난 직후 스칼라장 상호작용으로 인해 10−32초 동안 급격하게 팽창한 시기가 있었다고 가정함으로서 지평선 문제를 해결한다. 급팽창 이론에 따르면, 원래 우주는 매우 작아 거의 완벽한 평형을 이루고 있었으나, 잠깐 동안 크기가 1022배 커져, 인접한 지역 간의 거리가 급격하게 증가해 인과적 접촉을 할 수 없게끔 함으로서, 우주가 균일한 상태로 '고정'되었다. 우주 마이크로파 배경은 급팽창으로 인해 열평형 상태로 고정된 우주가 관측되는 모습이다.
급팽창으로 인해, 양자 요동에 의한 비등방성의 효과는 줄어들긴 하였지만, 완전히 사라지지는 않았다. 우주 마이크로파 배경 내에서의 온도 차이는 매우 적지만 분명히 존재하게 된다. WMAP과 COBE 위성의 관측 결과는 급팽창 이론의 예측 결과와 일치한다.

## 가변광속 이론
가변광속 이론을 채택한 우주론 모형에서는 빛의 속력 c의 값이 현재보다 초기 우주에서 더 컸기 때문에, 입자 지평선이 더 컸기 때문에, 열평형이 일어나 우주 마이크로파 배경의 등방성을 설명할 수 있다고 본다.

## 같이 보기
- 편평도 문제
- 자기 홀극